# アニエロ・ファルコーネ
アニエロ・ファルコーネ（Aniello Falcone、 1607年11月15日生まれ、1656年7月14日以降に没）は、イタリアの画家である。ナポリ派の画家で、戦闘の情景を描いたことで知られている。

## 略歴
ナポリで生まれた。ヴィンチェンツォ・ファルコーネ（Vincenzo Falcone）という画家、彫金家の息子に生まれた。親類にはニコラ・ファルコーネ（Nicola Falcone）とピエトロ・ファルコーネ（Pietro Falcone）といった画家や、彫刻家のアンドレア・ファルコーネ（Andrea Falcone）がいる。後に画家のフィリッポ・ヴィターレ（Filippo Vitale: 1585-1650）の娘と結婚した。 
スペイン生まれで、ナポリで活動した画家のホセ・デ・リベーラ（1591-1652）から絵を学び、1636年にナポリにMatteo de Guido と Onofrio Masturzoと工房を開き、すぐに多くの画家たちがそこで学ぶようになった。
1647年にナポリを支配するスペインに対するマザニエッロ（Masaniello）を指導者とする民衆の反乱が起きると、学生たちや仲間の画家と「Compagnia della morte」という結社を作り反乱に参加した。反乱が鎮圧された後はフランスに逃れ、数年後にナポリに戻った。
1656年7月に遺言を残し、少し後にペストのためにナポリで亡くなったと推定されている。
弟子にはサルヴァトル・ローザ（1615-1673）やパオロ・ポルポラ（1617–1673）、アンドレア・ディ・リオネ（Andrea di Leone: 1610–1685）らがいる。
ファルコーネは聖書に出てくる戦闘や歴史上の戦闘の場面を描いた作品で知られ、「戦いの神託者（L'Oracolo delle Battaglie）」という異名でも呼ばれた。サルヴァトル・ローザやジャック・クルトワ（1621-1675）らによって継承される戦争画を描いた最初期の画家の一人である。ファルコーネの多くの作品がフランドルの画商の手によってヨーロッパ各地に広まった。 

## 作品

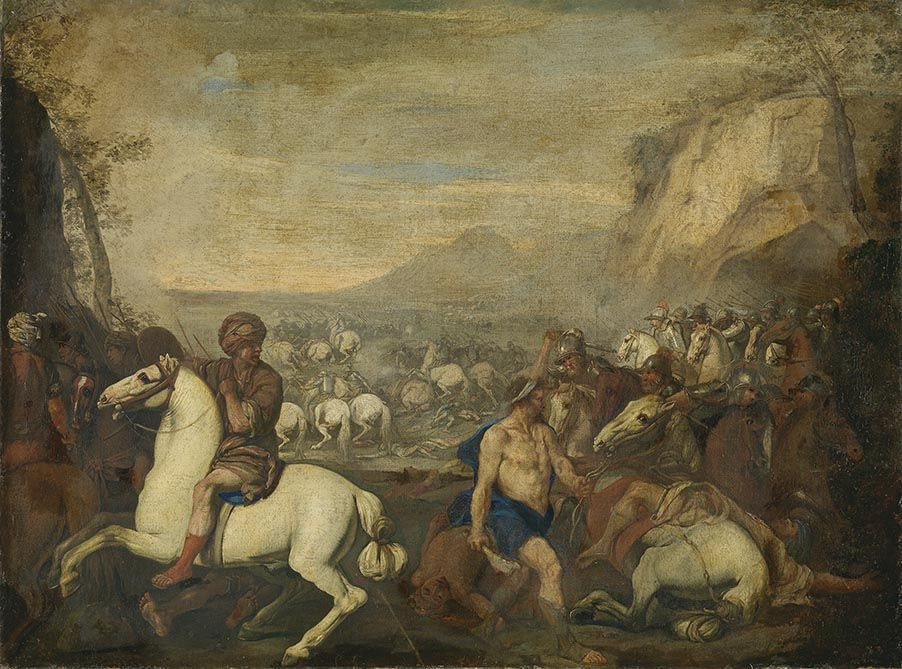
ペリシテ人を殺すサムソン アルテ・ピナコテーク
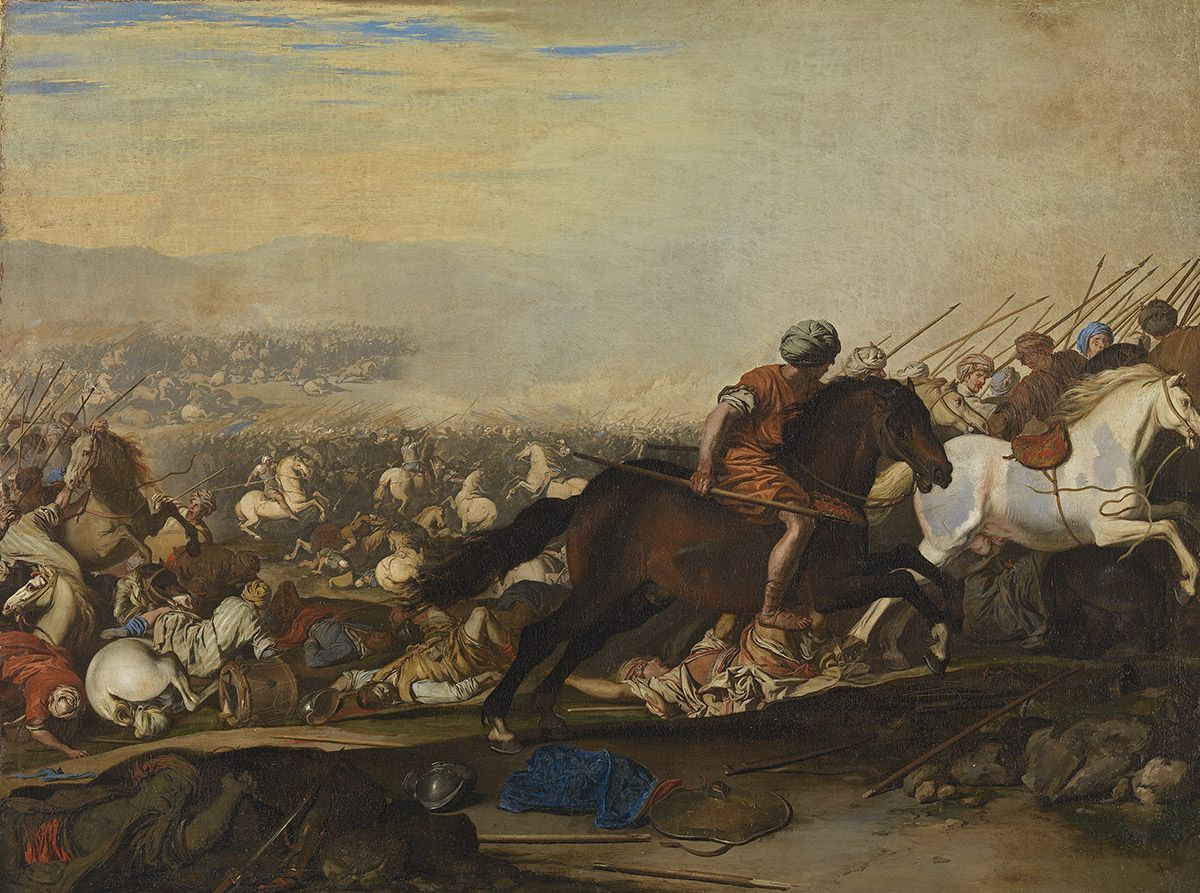
戦闘場面 アルテ・ピナコテーク
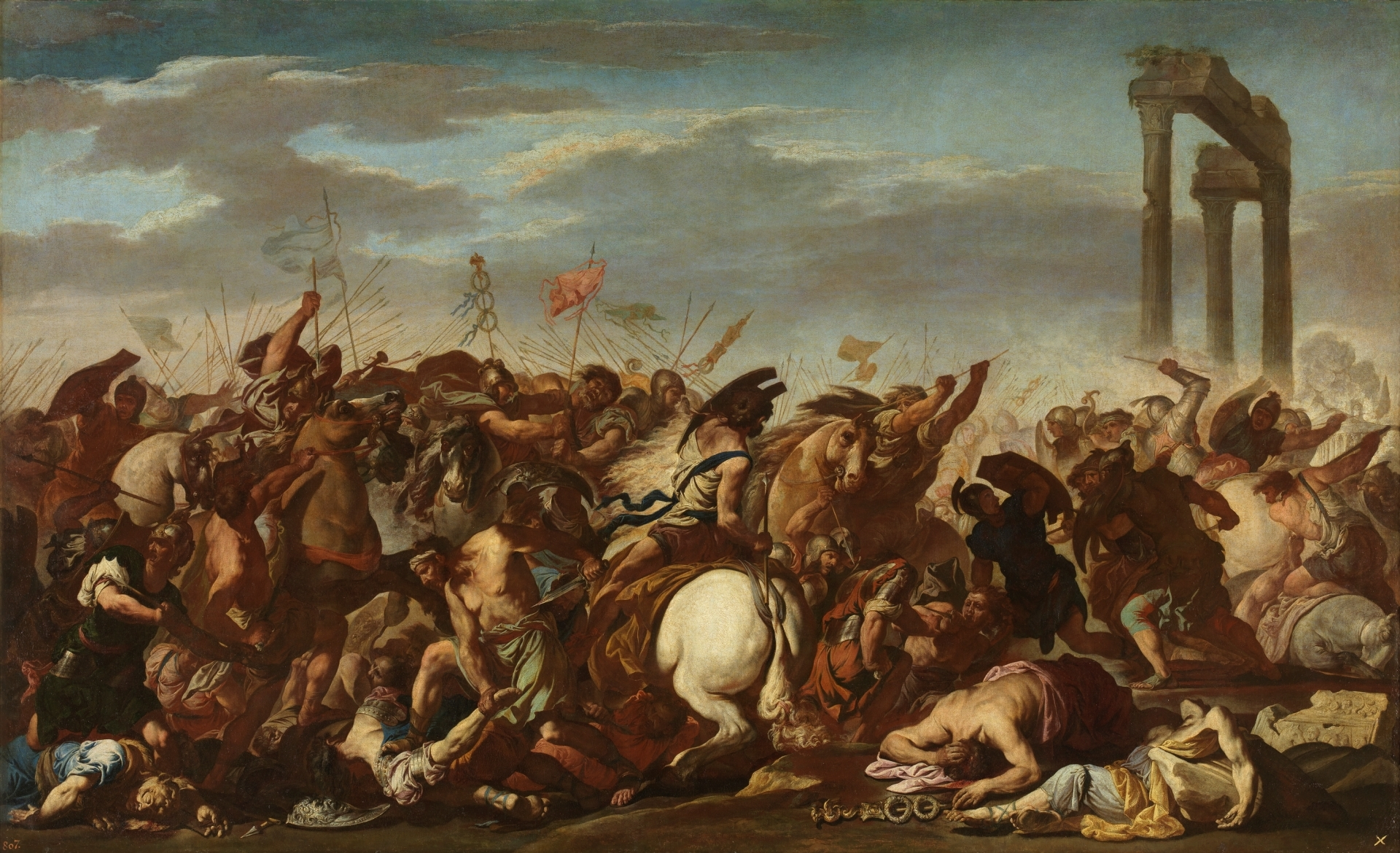
戦闘場面 プラド美術館

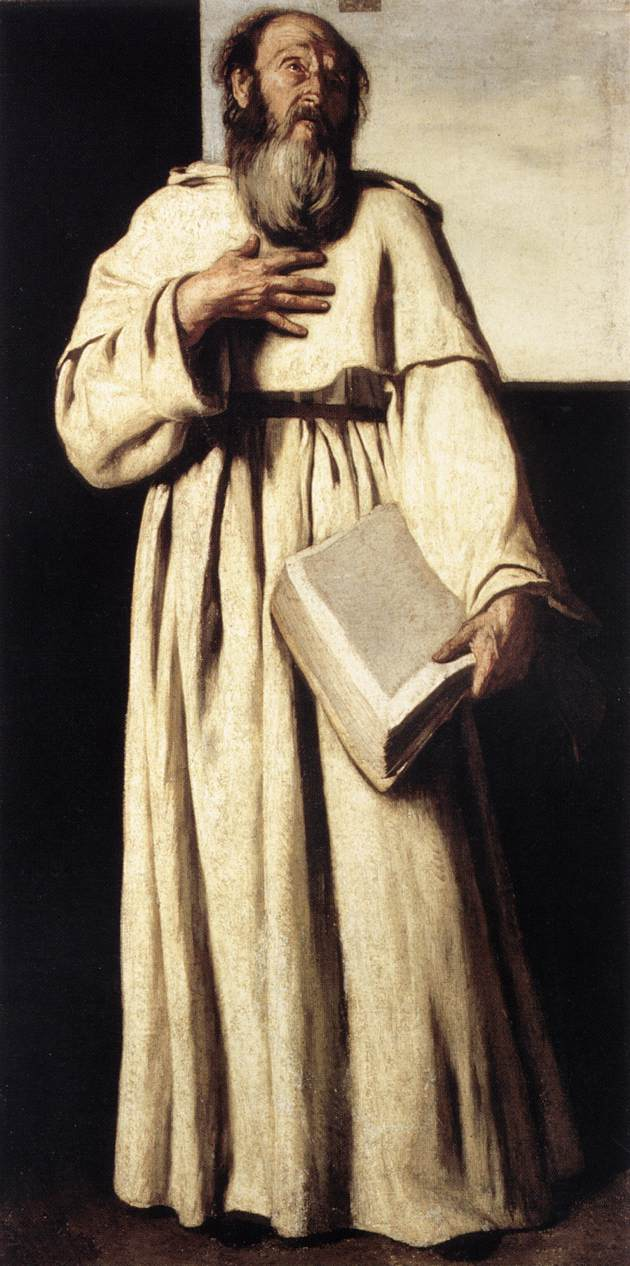
隠者（修道士） Galleria Nazionale d'Arte Antica
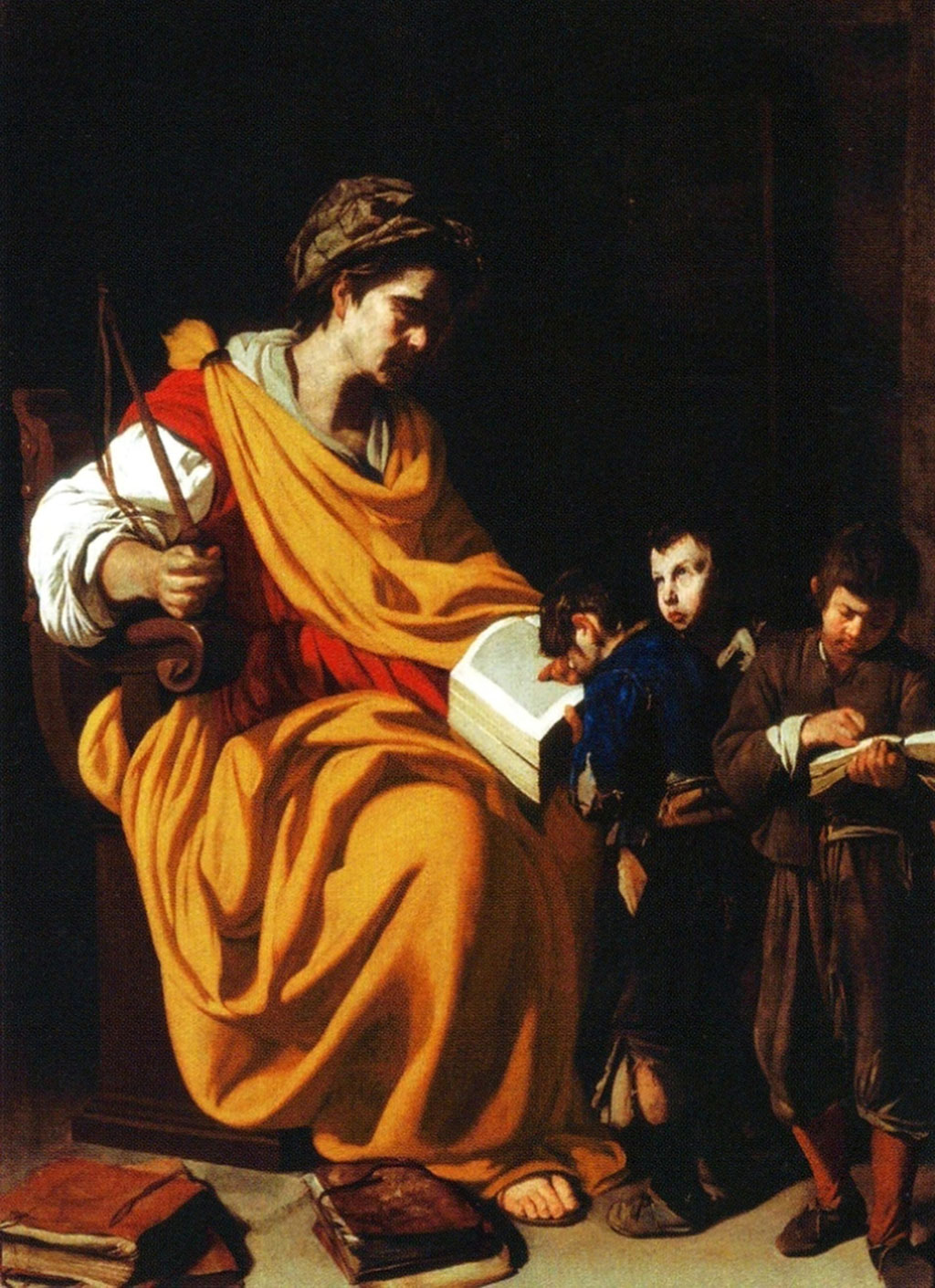
女性教師 カポディモンテ美術館
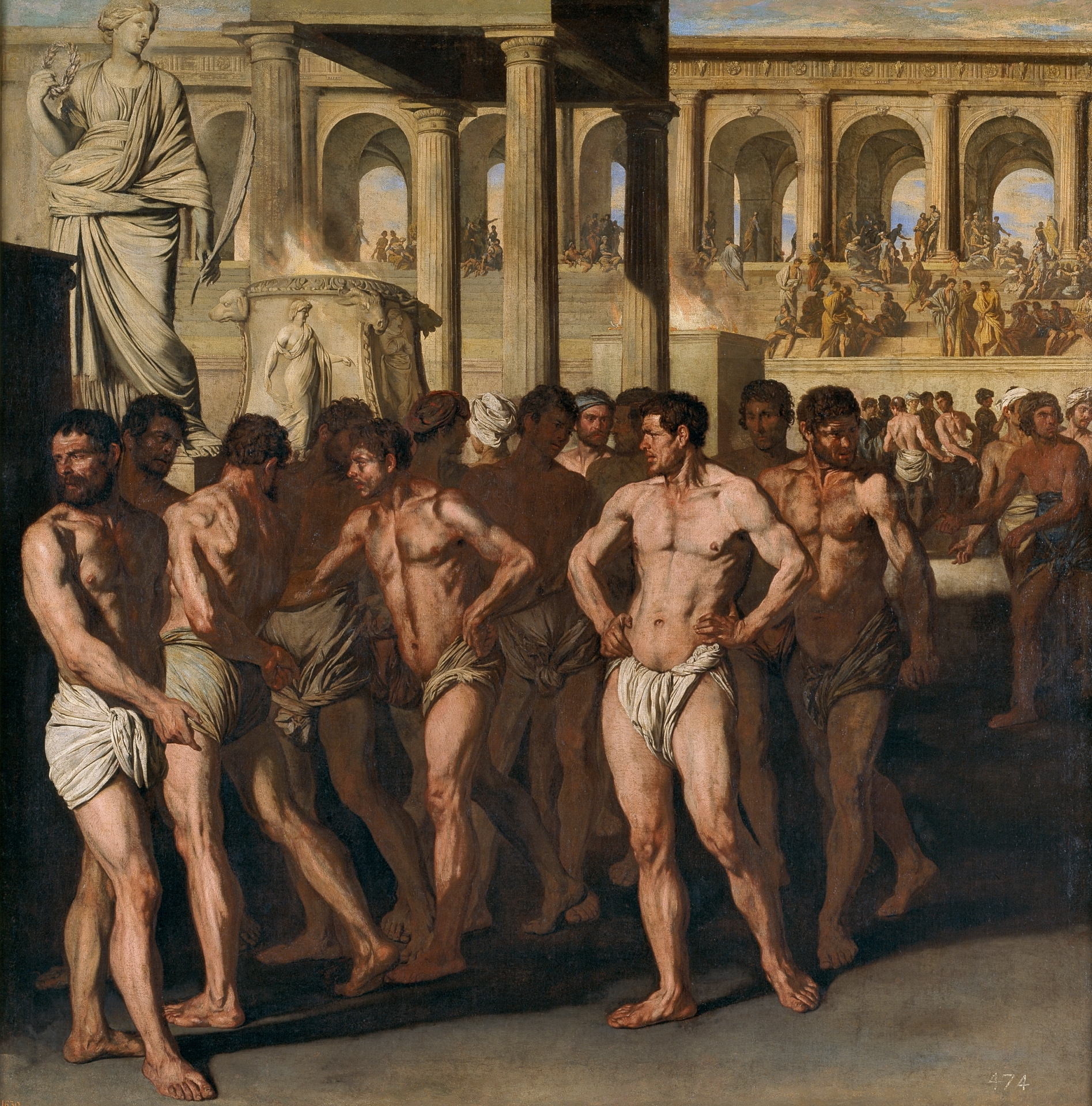
ローマの運動家 (c.1640) プラド美術館
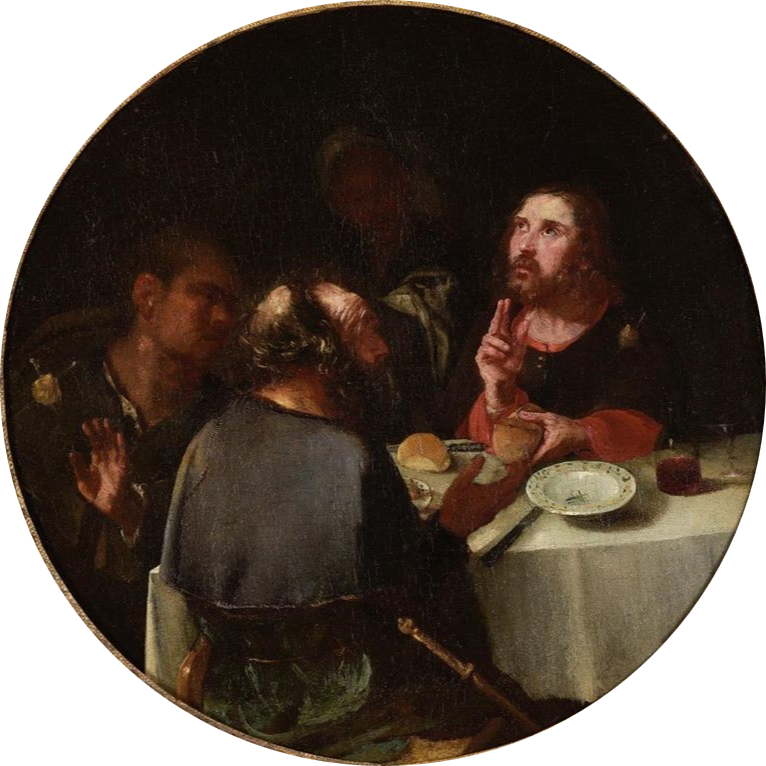
エマオの晩餐